# Warning
Warning je šesté studiové album americké punk rockové skupiny Green Day, které bylo vydáno 3. října 2000 ve vydavatelství Reprise Records. Hudebně album navázalo na svého předchůdce, album Nimrod z roku 1997, a úplně vynechalo klasický punk rockový zvuk kapely ze začátku kariéry. Místo toho zahrnulo prvky popu, folku a akustické hudby. Na rozdíl od dřívějších nahrávek měly slova písní více optimistické a inspirativní motivy. Warning se stalo prvním albem od vydání Kerplunk v roce 1992, jež neprodukoval Rob Cavallo, přestože při nahrávání asistoval a byl uveden jako výkonný producent.
Nehledě na smíšené pocity ze změny stylu získalo album celkem pozitivní reference od hudební kritiky, která vyzdvihla především skladatelskou práci Billieho Armstronga. Album se sice dostalo na čtvrtou pozici v žebříčku Billboard 200, ale i tak se stálo na dně největšího komerčního propadu kapely a od začátku spolupráce Green Day s Reprise Records bylo první, co nezískalo multi-platinové ocenění za prodejnost ve Spojených státech. Nicméně i tak deska získala zlaté ocenění od RIAA a platinová například v Kanadě nebo Austrálii. V Británii, Japonsku a Austrálii vyšly i speciální verze alba, na níž se objevil koncertní záznam skladby „86“ z koncertu v Praze.

## Seznam skladeb
Hudbu složil(i) Green Day, texty napsal(i) Billie Joe Armstrong.
| Seznam skladeb alba Warning | Seznam skladeb alba Warning             | Seznam skladeb alba Warning |
| Pořadí                      | Název                                   | Délka                       |
| --------------------------- | --------------------------------------- | --------------------------- |
| 1.                          | Warning                                 | 3:42                        |
| 2.                          | Blood, Sex and Booze                    | 3:33                        |
| 3.                          | Church on Sunday                        | 3:18                        |
| 4.                          | Fashion Victim                          | 2:48                        |
| 5.                          | Castaway                                | 3:52                        |
| 6.                          | Misery (slova napsali všichni z kapely) | 5:05                        |
| 7.                          | Deadbeat Holiday                        | 3:35                        |
| 8.                          | Hold On                                 | 2:56                        |
| 9.                          | Jackass                                 | 2:43                        |
| 10.                         | Waiting                                 | 3:13                        |
| 11.                         | Minority                                | 2:49                        |
| 12.                         | Macy's Day Parade                       | 3:34                        |
| Celková délka:              | Celková délka:                          | 41:14                       |

| Speciální britská verze | Speciální britská verze | Speciální britská verze |
| Pořadí                  | Název                   | Délka                   |
| ----------------------- | ----------------------- | ----------------------- |
| 13.                     | 86 (Live in Prague)     | 3:01                    |
| Celková délka:          | Celková délka:          | 44:15                   |

| Japonská a australská verze | Japonská a australská verze | Japonská a australská verze |
| Pořadí                      | Název                       | Délka                       |
| --------------------------- | --------------------------- | --------------------------- |
| 13.                         | Brat (Live in Japan)        | 1:42                        |
| 14.                         | 86 (Live in Prague)         | 3:01                        |
| Celková délka:              | Celková délka:              | 45:57                       |